# Paolo Longo Borghini
Pour les articles homonymes, voir Borghini.
Paolo Longo Borghini (né le 10 décembre 1980 à Asiago, dans la province de Vicence en Vénétie) est un coureur cycliste italien, professionnel entre 2004 et 2014.

## Biographie
Paolo Longo Borghini est professionnel depuis 2004 et court en 2010 au sein de la formation ISD-Neri et depuis 2011 dans l'équipe Liquigas-Cannondale.
Sa sœur, Elisa Longo Borghini, est également cycliste professionnelle.
En fin d'année 2014, l'équipe Cannondale disparaît. Faute de trouver un nouvel employeur, Paolo Longo Borghini met fin à sa carrière.

## Palmarès

### Palmarès amateur
- 1998
  - Prix des Vins Henri Valloton juniors
- 2001
  - 3e du Trophée des Alpes de la Mer
- 2002
  - 3e du Trofeo Alcide Degasperi
- 2003
  - Medaglia d'Oro Ottavio Bottecchia

### Palmarès professionnel
- 2006
  - Grand Prix Nobili Rubinetterie
- 2010
  - 1re étape du Brixia Tour (contre-la-montre par équipes)

## Résultats sur les grands tours

### Tour de France
3 participations
- 2007 : 124e
- 2008 : abandon (11e étape)
- 2011 : 126e

### Tour d'Italie
4 participations
- 2009 : 113e
- 2012 : 108e
- 2013 : 67e
- 2014 : 99e

### Tour d'Espagne
2 participations
- 2013 : 89e
- 2014 : 101e

## Classements mondiaux
| Année            | 2006 | 2007 | 2008 | 2009  |
| ---------------- | ---- | ---- | ---- | ----- |
| UCI Europe Tour  | 182e | 819e | 628e | 1053e |
| UCI Oceania Tour |      | 49e  |      |       |